# الکساندر مونرو (ورزشکار)
الکساندر مونرو (انگلیسی: Alexander Munro; ۳۰ نوامبر ۱۸۷۰ – ۳ ژانویهٔ ۱۹۳۴) ورزشکار اهل بریتانیا بود.